# Joos
Joos  è un nome proprio di persona olandese maschile.

## Varianti
- Maschili: Joost[1]

## Origine e diffusione
Si tratta di un ipocoristico di Justus, di Jodocus oppure di Jozef.

## Onomastico
L'onomastico si può festeggiare lo stesso giorno del nome di cui costituisce un troncamento.

## Persone
- Joos Aerts, scultore olandese

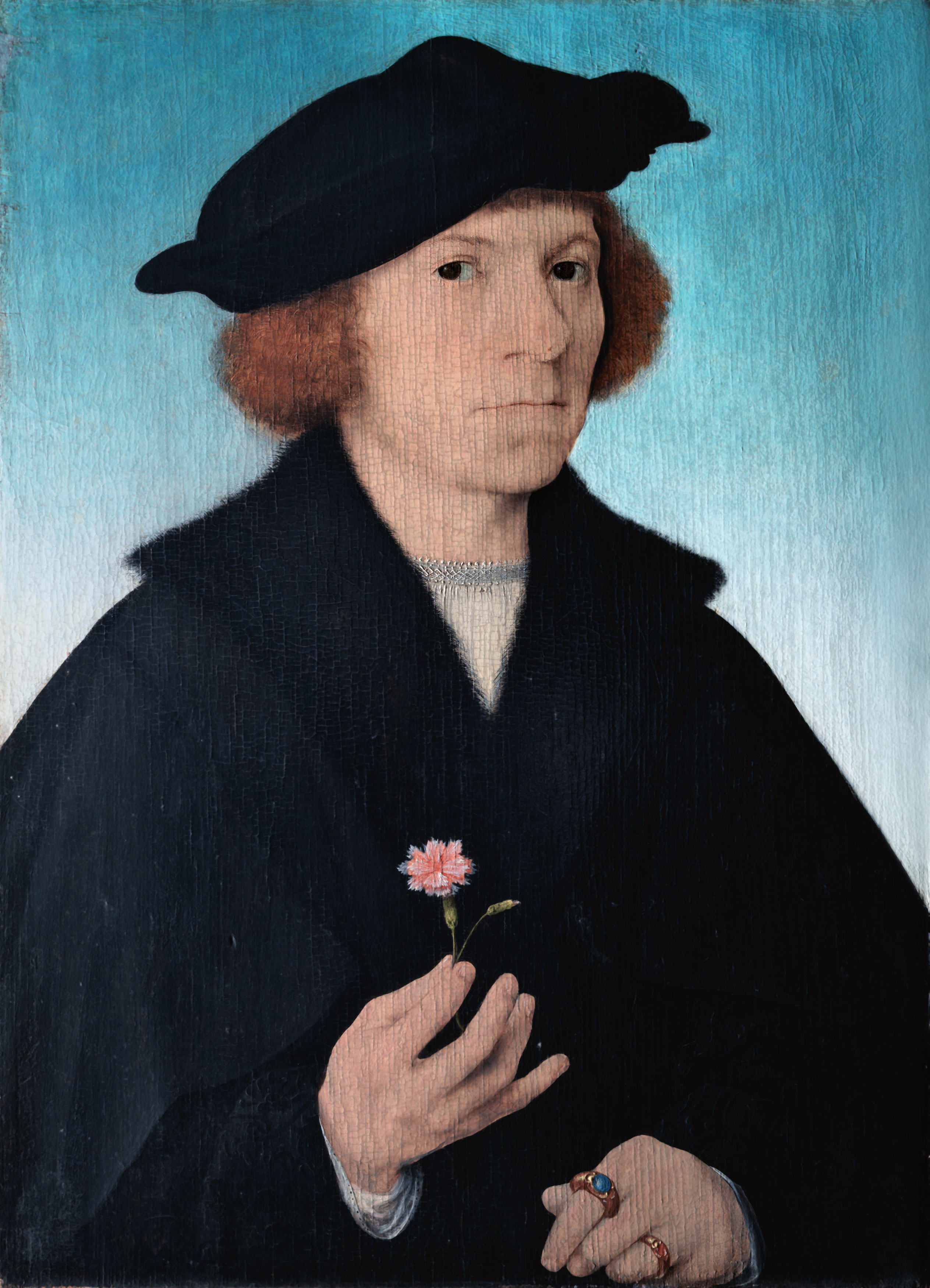
Joos van Cleve

- Joos de Momper il Giovane, pittore fiammingo
- Joos Valgaeren, calciatore belga
- Joos van Cleve, pittore fiammingo

### Variante maschile Joost
- Joost Broerse, calciatore olandese
- Joost Bürgi, astronomo e matematico svizzero
- Joost Klein, musicista e cantante olandese
- Joost Posthuma, ciclista su strada olandese
- Joost Schmidt, tipografo e pittore tedesco
- Joost Terol, calciatore olandese
- Joost van den Vondel, poeta e drammaturgo olandese
- Joost van der Westhuizen, rugbista a 15 sudafricano